# Langenhain-Ziegenberg

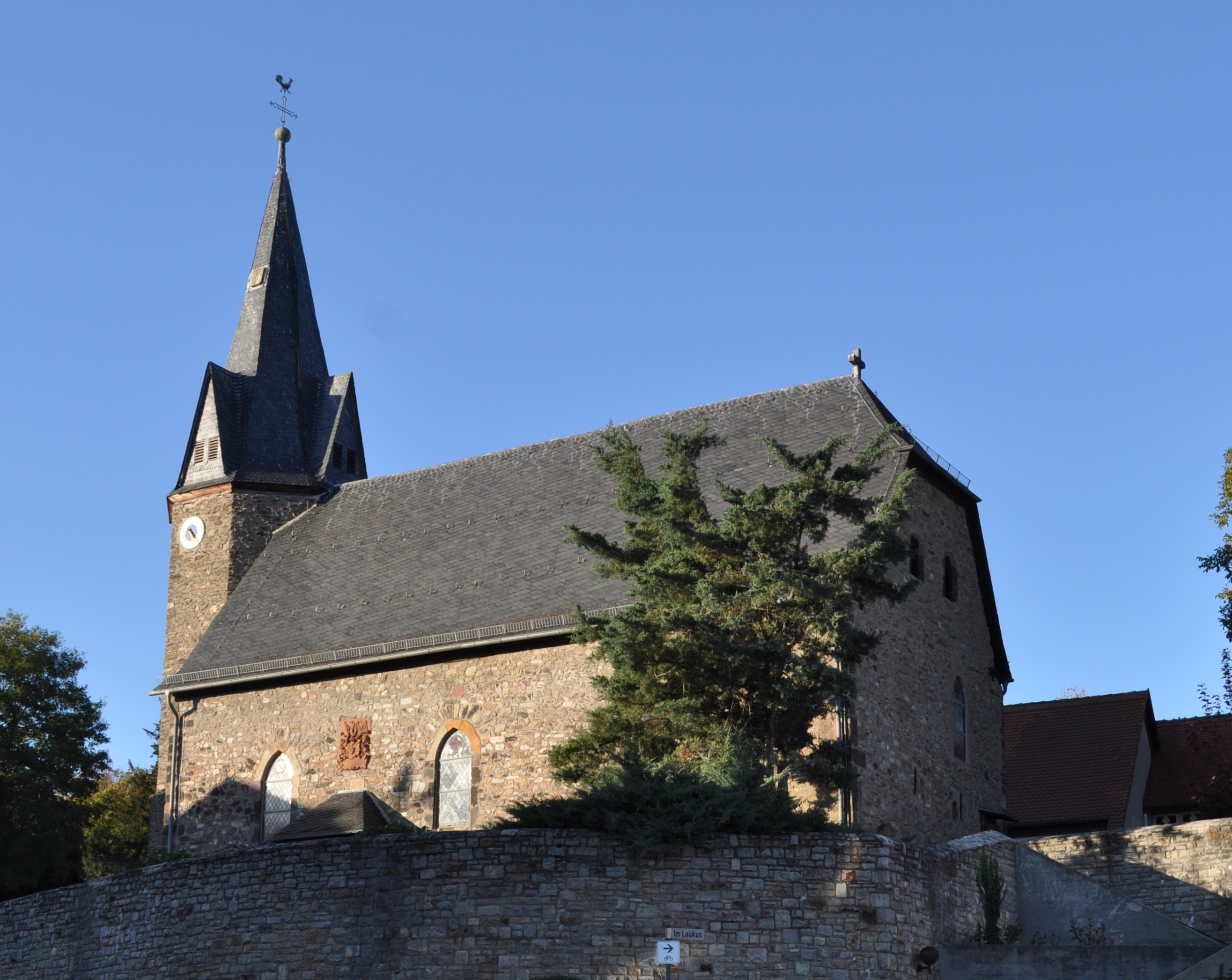
Iglesia Evangélica de Langenhain-Ziegenberg.

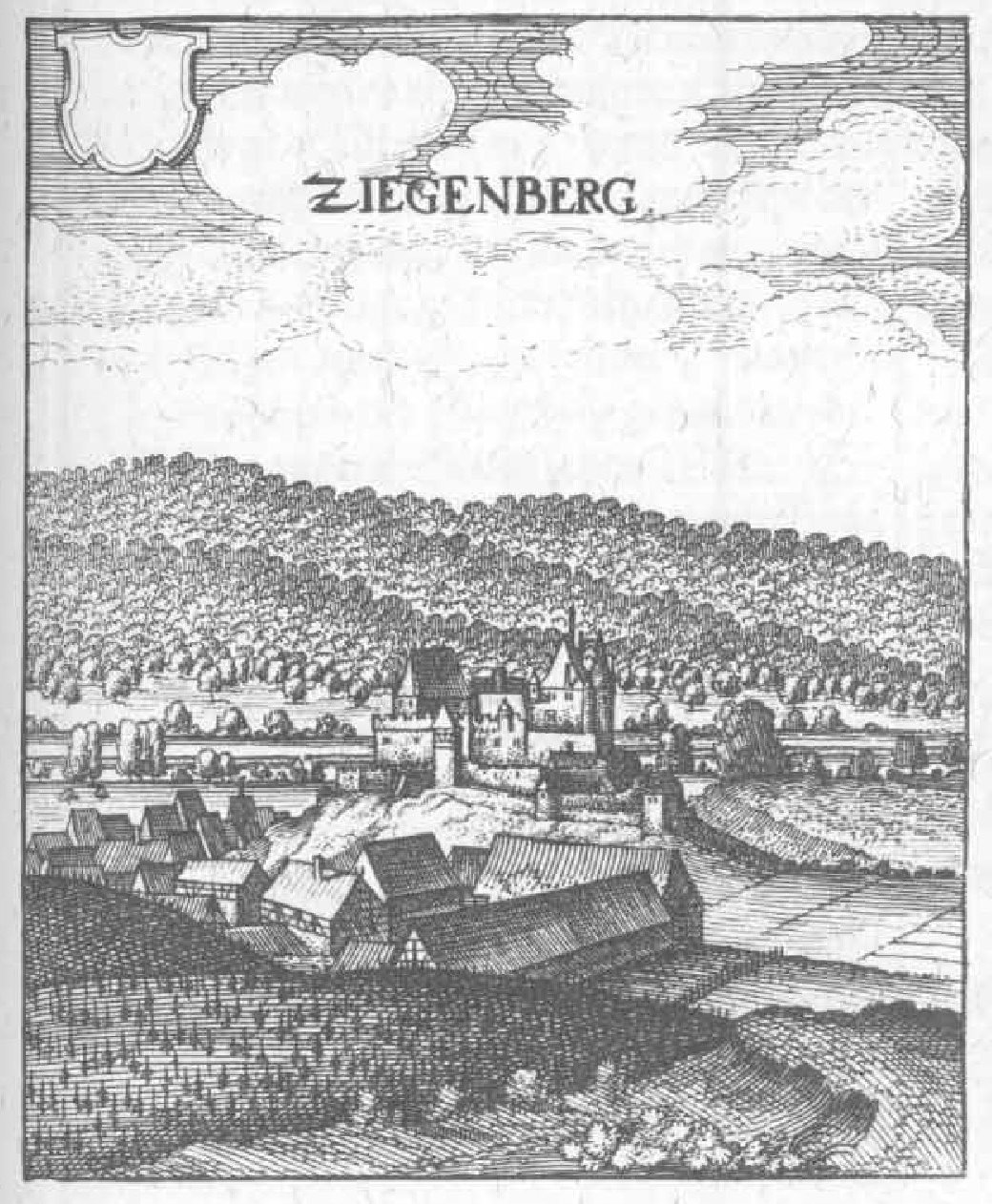
Grabado de Merian 1655.

Langenhain-Ziegenberg es un ortsteil (subdistrito) del municipio de Ober-Mörlen en el distrito de Wetterau del estado de Hesse, Alemania.

## Geografía
Langenhain-Ziegenberg se encuentra en el este del Hintertaunus oriental , en el borde del Wetterau occidental en el parque natural Taunus en el límite del bosque al oeste de Ober-Mörlen. Al sur del pueblo se encuentran la carretera federal 275 y la carretera estatal L 3056.

## Historia
Langenhain-Ziegenberg se creó alrededor de 1820 a partir de la fusión de los pueblos de Langenhain y Ziegenberg, previamente gestionados de forma independiente. La forma del nombre Hayn se documentó por primera vez en 1280, hay una mención de Langenhayn desde 1341, y el nombre del lugar de Czigenberge se ha transmitido desde 1388. El área se colonizó mucho antes. a. los Limes con el fuerte romano Langenhain . Al sur de este hay una torre de vigilancia romana reconstruida en el Gaulskopf .
La iglesia parroquial fue construida en 1630.
Hasta 1806, los dos lugares pertenecieron al Freiherren Löw von und zu Steinfurth . Luego, Langenhain y Ziegenberg llegaron al Gran Ducado de Hesse en el curso de la mediación. La jurisdicción baja se mantuvo a los señores conservados y en 1820 ejerció el patrimonial Ziegenberg. En 1822 se fundó en Friedberg el “Tribunal de Distrito Gran Ducal de Hesse de los Barones de Löw”, perteneciente al distrito de Butzbach, en el que se incorporó el tribunal patrimonial. Solo como resultado de la Revolución de marzoEn 1848, con la "Ley de Relaciones de Clases y Nobles Señores de la Corte" del 15 de abril de 1848, los derechos especiales de clase fueron finalmente derogados.
Al comienzo de la Segunda Guerra Mundial, la sede de Adlerhorst se construyó cerca de Langenhain-Ziegenberg .

### Reforma territorial
El 1 de febrero de 1971, el municipio de Long Grove fue durante la reforma municipal en Hesse de forma voluntaria en el pueblo vecino de Upper Mörlen incorporado . Para el distrito resultante de Langenhain-Ziegenberg, se formó un distrito local con una junta asesora local y un jefe local de acuerdo con el código municipal de Hesse .

### Castillo
La antigua torre del castillo de Ziegenberg fue construida a mediados del siglo XIV por la familia von Falkenstein. Después de varios cambios de propiedad y destrucción parcial durante la Guerra de los Treinta Años, el complejo fue ampliado por Eitel von Diede en un palacio barroco con una fachada simple en 1747 . Solo quedó la torre circular del castillo original. Durante la Segunda Guerra Mundial (marzo de 1945), el castillo fue destruido casi por completo en un ataque aéreo, ya que se había convertido en un objetivo militar de los Aliados como parte del cuartel general del Führer en Adlerhorst. El castillo fue reconstruido después de la guerra. Hoy hay condominios en el complejo.

## Transporte
En el transporte público local, el lugar es parte de Rhein-Main-Verkehrsverbund y se puede llegar con la línea de autobús asignada FB-35 de Verkehrsgesellschaft Oberhessen.
La ruta ciclista alemana Limes atraviesa el pueblo. Esto sigue la parte superior de las limas germano-raetianas a lo largo de 818 km desde Bad Hönningen en el Rin hasta Ratisbona en el Danubio. Además, el Limesweg atraviesa Langenhain-Ziegenberg como una sección de la ruta de senderismo German Limes.